# Großer Hephaistos II

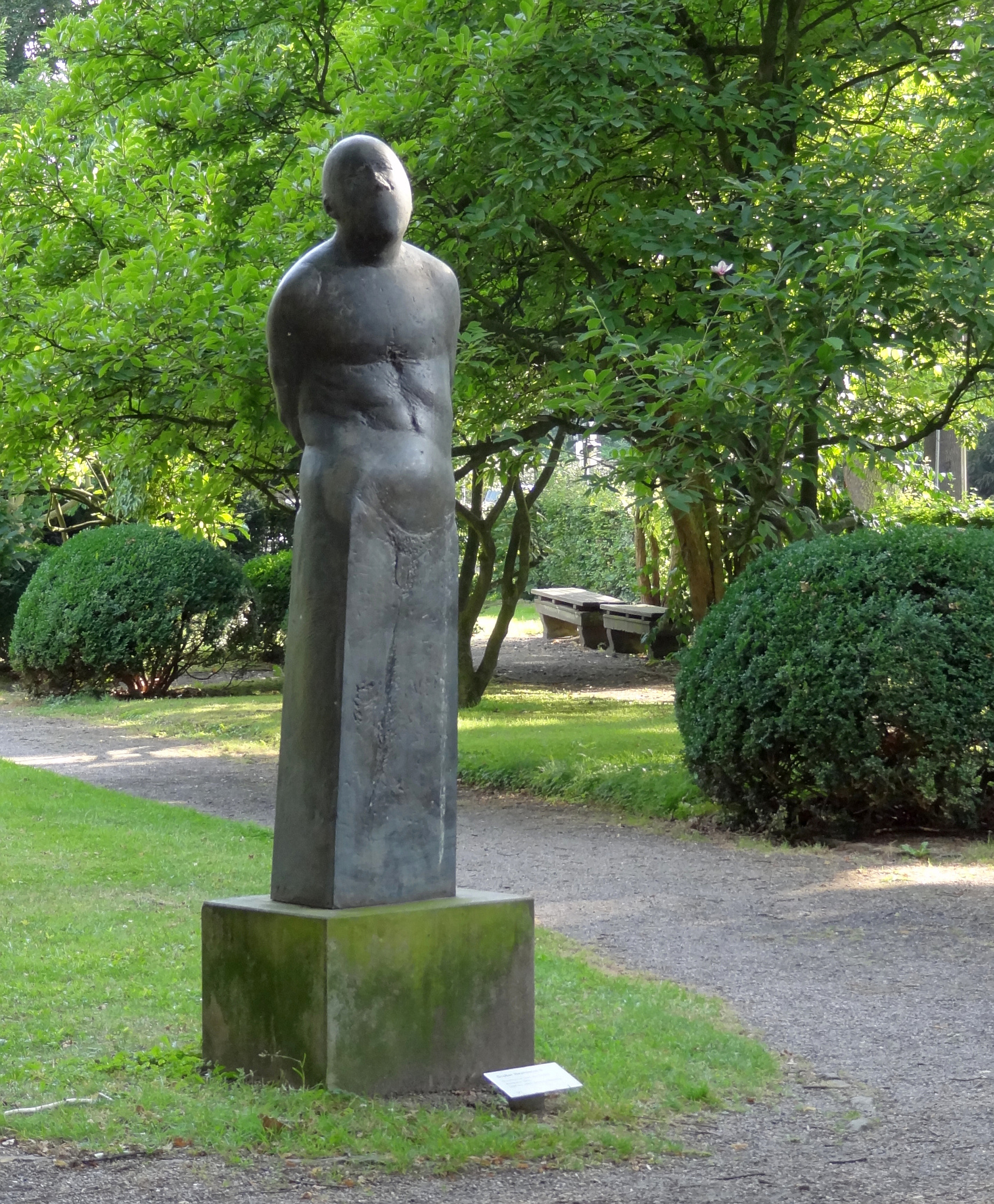
Großer Hephaistos II

Die Skulptur Großer Hephaistos II in Bremen-Schwachhausen, Schwachhauser Heerstraße 240; im Park von Gut Riensberg wird in der Liste der Denkmale und Standbilder der Stadt Bremen geführt. 
Die Plastik von 1991 aus Bronze auf einem Betonsockel stammt von dem Bildhauer Waldemar Otto. Die Figur gehört zum mythologischen Werkzyklus des Bildhauers. Der männliche Akt geht in leichter Drehung in einen Sockeltorso über. Die Skulptur wurde von den Stadtwerken Bremen gestiftet.
Hephaistos ist der Gott des Feuers in der griechischen Mythologie. Er ist der verlassene Ehemann der Aphrodite, der Göttin der Liebe, Schönheit und Begierde. Hephaistos kämpft deshalb in seiner Schmiede mit seiner Einsamkeit. Er war für das gesamte künstlerische Spektrum der Metallverarbeitung zuständig.

Von Otto (* 1952) stammen in Bremen u. a. noch die Bronzewerke wie Begegnung (1976) in Vegesack, Massensport (1979) auf dem Boulevard der Universität, Zur Schicht (1983) in Gröpelingen, Ecke Lindenhofstraße/Dockstraße, Großer Bacchus II (1992) in Hemelingen, Hannoversche Straße 64, der Neptunbrunnen (1993) auf dem Domshof und Agamemnon (2003) in Mitte, Präsident-Kennedy-Platz.